# Bát đẳng Chơn Hồn
Theo giáo lý của Đạo Cao Đài, Bát đẳng Chơn Hồn là 8 phẩm cấp tiến hoá về mặt vô hình, của tâm linh, tâm thức. Sự tiến hóa về mặt vật chất và tâm linh vô hình có những mối tương quan nhất định, tùy theo phẩm bậc của linh hồn này mà 1 vật chất hữu hình sẽ có những hướng phát triển một cách cụ thể trong quá trình tồn tại. Bài này viết về quan niệm của Đạo Cao Đài.

## Nghĩa tổng quát
- Sự Tiến hóa trong giai đoạn đầu từ Vật chất hồn lên Nhơn hồn là sự Tiến hóa tự nhiên, do sự thúc đẩy của Luật Tiến hóa của Thượng Đế, sự tiến hoá đi lên dần dần theo từng cấp bực, không có sự vượt cấp và cũng không có sự thoái cấp.
- Sự Tiến hóa trong giai đoạn tiếp theo, từ Nhơn hồn lên Phật hồn là do sự Tu luyện của Nhơn hồn, nên Nhơn hồn có thể tiến hóa vượt cấp và cũng có thể thoái hóa xuống Cầm thú.

Tiến hóa vượt cấp là khi Nhơn hồn tu luyện có công đức dồi dào thì tiến hóa vượt qua Thần hồn và Thánh hồn, để đạt đến Tiên hồn và Phật hồn.
Sự Tiến hóa đi lên của Nhơn hồn, khi đã đến Phật hồn rồi thì chưa phải là đến mức tận cùng của nấc thang tiến hóa. Phật hồn còn phải tiếp tục tu luyện để tiến hóa lên mức tận cùng tối cao là Thiên hồn, tức là Đại hồn của Thượng Đế.
Tới đây mới giáp một chu trình tiến hóa của Vạn linh, bởi vì Vạn linh xuất phát từ Thiên hồn (Đại Hồn, Đại Linh Quang, Thái Cực), đi chu du một vòng tiến hóa, trải qua Bát hồn, nay trở về hiệp nhập vào Đại hồn của Thượng Đế là đúng một chu trình tiến hóa.

## Kim thạch hồn
Kim thạch hồn (Vật chất hồn) được sinh ra là để phục vụ cho cuộc sống của vạn vật. Là dạng sống cơ bản nhất của vũ trụ. Sự hy sinh này vô cùng cao cả bởi lẽ chúng hoàn toàn chịu sự chi phối của vạn vật. Dạng vật chất cơ bản nhât đó chính là hai khí Âm Quang và Dương Quang. Tất cả vạn vật đều được cấu tạo từ hai chất trên.
Kế tiếp thì thực vật có thể hấp thu trực tiếp các chất dinh dưỡng từ bên ngoài môi trường sống để sinh tồn. Đó là ánh sáng, khí Oxy, nước và các chất dinh dưỡng khác từ đất. Rồi thực vật lại nuôi dưỡng động vật.
Tuy rằng vật chất là thứ vô tri, vô giác, nhưng về phương diện tâm linh, trong bản thể mọi sự tồn tại đều có sự tồn tại của cái được gọi là linh hồn. Bởi Thượng đế là sự tồn tại, nơi nào có sự tồn tại thì nơi đó có Thượng đế. Vậy nên trong vật chát có sự tồn tại của linh hồn, được gọi là Vật chất Hồn.
- Một lần nữa ta phải nhìn nhận rằng nhờ vào sự hy sinh của Vật chất Hồn mới có được mọi sự sống trong cả toàn cõi vũ trụ này.

Sự hy sinh ấy phải đáng được chúng ta trân trọng chứ không phải để ta chà đạp, xem chúng là những thứ vô tri vô giác, sinh ra để phải phục vụ cho chúng ta và chúng ta có quyền đối xử với chúng như thế nào cũng được.
Tiến hóa hơn Vật chất Hồn là đến Thảo Mộc Hồn.

## Thảo mộc Hồn
Loài Kim thạch có sự sống chưa thể hiện rõ rệt, nó chỉ là sự liên kết của các tế bào tạo thành tinh thể rắn chắc. Loài kim thạch hoàn toàn không có tri giác.
Loài Thảo mộc, được Thượng đế ban cho một điểm nguyên hồn để làm Sanh hồn, tạo nên sự sống. Điểm nguyên hồn nầy được Đấng Thượng đế rút ra từ khối Đại hồn (Đại Linh Quang) của Ngài.
Loài Thảo mộc chỉ có sự sống mà chưa có tri giác.
Loài Thảo mộc cấp cao thì lá biết khép lại khi đêm xuống hay khi bị đụng chạm, như cây su đũa, cây mắc cỡ; vài loại Thảo mộc có cánh hoa phát ra mùi thơm để dụ côn trùng bay đến rồi khép các cánh hoa ấy lại đặng bắt côn trùng mà hút thịt và máu. Như thế, chúng đã có chút ít tri giác nhưng rất thô sơ, gần như chỉ là những phản xạ tự nhiên.
Từ Vật chất Hồn tiến lên một bậc trong nấc thang tiến hóa đó là Thảo Mộc Hồn.
Đến đây thì ta mới thấy được rõ rệt cái sự sống hiện hữu nơi phẩm bậc này.
Như thế, ý nghĩa đầu tiên của sự tồn tại của Thảo Mộc Hồn là học hỏi về sự sinh tồn trong thiên nhiên.
Bên cạnh sự phát triển của Thảo Mộc Hồn lại xuất hiện một hình thức sống mới là động vật. Đó là Cầm Thú Hồn.
Thảo mộc có thể hấp thu chất dinh dưỡng trực tiếp từ môi trường như là ánh sáng, không khí và nước.
Nhưng còn cầm thú không thể hấp thu trực tiếp các nguồn năng lượng từ thiên nhiên như thảo mộc nên chúng phải hấp thu một cách gián tiếp thông qua thảo mộc.
Cầm thú dùng thảo mộc, nước và không khí làm thức ăn để sinh tồn.
- Ý nghĩa thứ hai trong sự sinh tồn của thảo mộc là làm lương thực, hy sinh mạng sống của mình để nuôi dưỡng các loài động vật.

Các loài thảo mộc cũng phải thụ tinh, ra hoa, kết trái thì mới có thể sinh tồn và phát triển được. Mà hình thức thụ tinh, kết hợp giữa giống đực và cái của thảo mộc còn đơn giản, thường thì trên mỗi loài cây đã có đầy đủ hoa đực và hoa cái để có thể giúp chúng thụ tinh dễ dàng.
- Ý nghĩa thứ ba trong sự tồn tại của chúng là sự duy trì nòi giống.

Nhưng ở đây chỉ mới là hình thức thụ động, phấn hoa muốn đến được nhụy hoa thì phải nhờ vào các điều kiện khách quan từ thế giới tự nhiên như gió và các loài động vật khác. Có một số loài cây, các hạt của chúng muốn phát tán để phát triển thì phải nhờ vào các loài động vật, động vật ăn các quả của cây này nhưng hạt của cây thì không bị tiêu hóa và sẽ được phát tán ra xung quanh theo hệ bài tiết của động vật.
Sự hy sinh của thực vật cũng đã được động vật đáp trả lại bằng việc giúp chúng phát triển khu vực sinh tồn trong thế giới tự nhiên.

## Cầm thú hồn
Cầm thú hồn, được Thượng đế ban thêm cho một điểm nguyên hồn nữa để làm Giác hồn, tạo ra sự hiểu biết, như đau đớn biết la, sợ hãi biết chạy trốn, biết đi tìm thức ăn thích hợp, biết tìm chỗ ẩn trú an toàn, biết nuôi con, có chút ít trí nhớ nhưng rất sơ sài.
Các loài động vật xuất hiện ban đầu chỉ có một hình thức là động vật ăn thực vật. Nhưng trong quá trình sinh sống và phát triển thì có những khu vực mà nơi đó các loài động vật phát triển quá nhanh, làm cho số lượng thực vật giảm đi, để cho cân bằng sinh thái thì các loài động vật ăn thịt xuất hiện.
Loài ăn thịt xuất hiện để làm cho các loài ăn cỏ giảm xuống thì các loài thực vật mới có thể tồn tại và phát triển được.
Giữa hai dạng động vật ăn cỏ và ăn thịt đều có một điểm chung, đó là muốn tồn tại phải duy trì nòi giống thông qua hình thức kết đôi giữa giống đực và giống cái. Vậy ý nghĩa đầu tiên trong cuộc sống của động vật là học hỏi cái tình thương đồng loại, chúnng phải biết thương yêu nhau mới có thể cùng nhau duy trì nòi giống và phát triển.
Kế tiếp là vai trò rất quan trọng trong việc cân bằng sinh thái.
- Đối với loài ăn cỏ: không cho thực vật phát triển quá nhiều, làm thức ăn cho loài ăn thịt bởi vì loài ăn thịt không thể ăn cỏ.
- Đối với loài ăn thịt: không cho các loài ăn cỏ phát triển quá nhiều gây nguy hiểm đến sự tồn tại của thực vật.

Như vậy thì trong tự nhiên đã hình thành nên những mắc xích quan trọng trong quá trình phát triển của sự sống.
Cho đến khi loài người xuất hiện.

## Nhân hồn
Nhơn loại, là đẳng cấp cao nhứt của chúng sanh, được Thượng đế ban thêm cho một điểm nguyên hồn nữa để làm Linh hồn, lúc đó sự hiểu biết mới được hoàn toàn.
Nhờ linh hồn, con người có được sự hiểu biết, sự suy nghĩ, phán đoán, biết được lẽ phải trái và có tính linh.
Đến đây, con người có đủ Tam Hồn: Sanh hồn, Giác hồn và Linh hồn.
Những con thú mới tiến hóa lên làm người thì còn khờ khạo ngu ngây, độc hiểm, hình dáng thô kệt xấu xí, nếu chịu học hỏi tiến hóa thì chuyển kiếp đôi ba chục lần cũng đặng minh mẫn khôn ngoan và có thân hình tốt đẹp.
Có ba dạng người. Nguyên nhân, Hóa nhân và Quỷ nhân
- Nguyên nhân: mang hình ảnh con người từ khi được Thượng đế và Phật Mẫu tạo ra.

Có được ánh sáng Thiên Tánh là lương tâm, trí tuệ và tám món báu đó là Hiếu, Để, Lễ, Nghĩa, Trung, Tín, Liêm, Sỉ.
- Hóa nhân: mang hình ảnh con người nhờ vào sự tiến hóa từ loài vượn người mà thành.

Hóa nhân thì còn bị bức màn vô minh che phủ ánh sáng Thiên Tính của Thượng đế ban cho từ khi bắt đầu là sự sống ở dạng căn bản nhất là Vật chất Hồn. Lúc này, ý nghĩa tồn tại của Nhân Hồn có hai dạng:
- Đối với Nguyên nhân:

Có trách nhiệm thay thế Thượng đế và Phật Mẫu thực hiện tình thương yêu và công bình với chúng sanh. Dạy dỗ cho những người anh em của mình những điều hay lẽ phải để cùng nhau tiến hóa lên những nấc thang cao hơn của linh hồn mà cùng trở về Cha Mẹ thiêng liêng.
Gìn giữ tám món báu mà Phật Mẫu đã ban cho nhờ vào ánh sáng Thiên Tính và trí huệ mà Thượng đế đã chiết ra từ khối Đại Linh Quang của Người.
- Đối với Hóa nhân:

Học hỏi những điều hay, lẽ phải của các Nguyên Nhân dạy dỗ, mà quan trọng nhất đó chính là tình thương và công bình đối với những người anh em kém phát triển của loài người là cầm thú, thảo mộc và vật chất.
Học hỏi, rèn luyện sao cho trí não tinh thần phát triển để có thể dần dần phá được bức màn vô minh mà Minh Tâm Kiến Tánh, tự ý thức được những hành vi đạo đức mà cư xử cho hợp lẽ Đạo đối với cuộc sống.
Đối với Hóa nhân thì ý nghĩa này nó bao gồm học hỏi, rèn luyện và thực hành sao cho giống với Nguyên nhân, tức là thu thập cho được tám món báu là Hiếu, Để, Lễ, Nghĩa, Liêm, Sĩ, Trung, Tín và Trí, Nhân là hai món thuộc về ánh sáng của Thiên Tính khi đã phá được bức màn vô minh (Trí là sự sáng suốt để giữ Công Bình, Nhân là tình yêu thương vô tận). Đó là cảnh giới của sự trọn lành, Chân, Thiện, Mỹ mà Hóa Nhân cần phải học.
Đó là những ý nghĩa tồn tại của loài người khi loài người mới xuất hiện trong vũ trụ.
Thế nhưng sau một thời gian, với trí não phát triển nhưng lại bị những dục vọng thấp kém chi phối làm che mất ánh sáng Thiên Tính mà Thượng đế đã ban cho, cả Hóa Nhân lẫn Nguyên Nhân đều phạm nhiều tội lỗi, gây ra những ác nghiệp trong cuộc sống. Vì thế loài người phải chịu trong vòng luân hồi của sự đau khổ. Khi ấy xuất hiện dạng thứ ba của loài người: Qủy Nhân.
- Quỷ nhân: là Nguyên nhân và Hóa nhân sau khi đã gây nên nhiều ác nghiệp trong kiếp sanh, phải chịu đọa đày linh hồn sau khi chết, bị đọa vào qủy vị, không thể trở về cùng Thượng đế.

Sau khi đã bị đọa đày, dằn vặt khổ sở về những hành động tội lỗi mà mình đã gây ra trong kiếp sanh, được dạy dỗ để biết ăn năn hối cải, được đầu kiếp trở lại làm người để trả nợ những gì mình đã gây ra đối với cuộc sống.
- Ý nghĩa tồn tại của Quỷ Nhân:

Là sự trả quả những ác nghiệp đã gây ra từ kiếp trước. Phải biết ăn năn hối cải, không làm những việc xấu nữa. Phải học hỏi, rèn luyện và thực hành những điều hay lẽ phải để trở nên Chân, Thiện, Mỹ.
- Chung quy tất cả ý nghĩa sự tồn tại của loài người là học hỏi, rèn luyện, thực hành những điều hay lẽ phải sao cho những hành động của mình đối với cuộc sống hợp với lẽ Đạo, để trở nên Chân, Thiện, Mỹ mà trở về với bổn tánh trọn lành, trong sạch của Thượng đế đã ban cho loài người giống hệt như hình ảnh Thiên Lương của Thượng đế. Thân xác người được hình thành từ thân Tứ Đại là đất, nước, gió, lửa mà ra.

## Thần hồn và Thánh hồn
Từ Nhơn Hồn mà biết làm lành lánh dữ, học hỏi cho trí thức tinh thần phát triển và làm những việc hợp lẽ Đạo đối với cuộc sống thì sẽ đạt được phẩm Thần Hồn hay Thánh Hồn tùy theo công nghiệp nhiều hay ít.
Thần Hồn và Thánh Hồn thì lo điều đình những việc xảy ra trong vũ trụ.
Nhiệm vụ của Thần vị và Thánh vị là giúp đỡ, hộ trì cho loài người và các phẩm thấp hơn trước thế lực cường quyền của tà quái, của lực lượng đối kháng cùng Thượng đế.

## Tiên hồn
Thần hồn và Thánh hồn khi lập công bồi đức, tạo được nhiều thiện nghiệp, học hỏi thêm nhiều điều về trí thức tinh thần, vẹt được thêm phần nào lớp màn vô minh, hoàn thành được sứ mạng của mình, dẫn dắt được con người hướng về cửa Đạo. Khi ấy thì phẩm vị sẽ được thăng lên phẩm Tiên Hồn. Bên cạnh đó, có những bậc tu hành đạt Đạo, vẫn còn mang thể xác phàm, nhưng Chơn Hồn đã lên đến phẩm Tiên hồn được gọi là Tiên nhân.
Lên đến phẩm Tiên Hồn là đã vào hàng Trọn Lành, lo về việc đào luyện về trí thức tinh thần, đạo đức cho các phẩm thấp hơn.

## Phật hồn
Tiên hồn sau khi lập công bồi đức, tạo nhiều thiện nghiệp, hoàn thành sứ mạng của mình, chịu nhiều khổ hạnh, phát triển trí não tinh thần đến cảnh giới cao siêu, phá tan hoàn toàn bức màn vô minh che lấp Thiên Tính. Đó là Minh Tâm Kiến Tánh, Tâm và Tính trở về với sự trọn lành, trong sạch có nguồn gốc từ Thượng đế.
Khi ấy thì Tiên Hồn sẽ đạt lên phẩm Phật Hồn. 
Phẩm Phật Hồn thì có trách nhiệm giáo hóa chúng sanh theo con đường đạo đức để thoát khỏi luân hồi nơi khổ hải và trở về cùng Thượng đế.
Đến phẩm Phật Hồn rồi còn phải tiếp tục tu thêm nữa, lập công bồi đức mãi để dần dần tiến lên gần với Thượng đế hơn. Để có thể phát triển theo con đường phẩm vị thiêng liêng này thì từ một phẩm thấp nhất là Vật chất Hồn phải trải qua hằng trăm muôn triệu kiếp mới có thể đạt đến phẩm Phật Hồn.